# NGC 760
NGC 760 est constitué de deux étoiles situées dans la constellation du Triangle. L'astronome britannique Ralph Copeland a enregistré la position de ces étoiles le 19 décembre 1873. 